# 蒲津渡
蒲津渡是曾经存在的黄河上的古代渡口，位于山西省永济市境内。渡口浮桥设立于鲁昭公元年（前541年），为山西、陕西两省间的交通要道，有“天下黄河第一桥”之称。唐开元十二年（724年），朝廷重建浮桥，并在黄河东西岸设立四尊铁牛，以起托桥镇水之用，金元光元年（1222年）毁于金与蒙古的战争。1991年，经过考古发掘出土铁牛、铁人等大型铁器群，后建有蒲津渡遗址博物馆，2001年列入第五批全国重点文物保护单位。